# غاري ميتشيل
غاري ميتشيل (بالإنجليزية: Gary Mitchell)‏ هو كاتب مسرحي بريطاني، ولد في 3 مايو 1965.

## وصلات خارجية
- غاري ميتشيل على موقع IMDb (الإنجليزية)